# Maaike Ouboter
Maaike Ouboter (Gouda, 12 januari 1992) is een Nederlandse singer-songwriter. Ze beleefde eind mei 2013 in Nederland en Vlaanderen een stormachtige doorbraak toen ze meedeed aan het televisieprogramma De beste singer-songwriter van Nederland.

## Biografie
Ouboter groeide op in Gouda waar ze de GSG Leo Vroman doorliep. Ze verloor haar beide ouders toen ze op de middelbare school zat. Ouboter studeerde Media en Cultuur aan de Universiteit van Amsterdam en studeerde van juli 2012 tot januari 2013 aan de University of Technology Sydney  (UTS) in Australië.

### Deelname DBSSW
Ouboter deed in 2013 mee aan het tweede seizoen van De beste singer-songwriter van Nederland. Ze trad op met het nummer Dat ik je mis, een liedje geïnspireerd op de dood van haar ouders. Het nummer was direct na de uitzending eind mei verkrijgbaar als download, waarna het binnen twee dagen de toppositie in de Nederlandse iTunes Top 100 bereikte. Al snel volgde ook Vlaanderen, waar Dat ik je mis een dag later op nummer 1 stond. Na een week de downloadcharts te hebben aangevoerd, kwam de single op 1 juni binnen op nummer 1 in de Nederlandse Single Top 100, de 3FM Mega Top 50 en de Vlaamse Ultratop 50. Binnen een maand na haar auditie had Ouboter haar eerste gouden plaat voor meer dan vijftienduizend verkochte exemplaren. Haar optreden was op dat moment op YouTube al meer dan drie miljoen keer bekeken. Anderhalve week later had Ouboters single de platina status bereikt. Ondanks haar vroege hitsucces verloor Ouboter eind juli de finale van Michael Prins.

### Uitvaart prins Friso
Enkele maanden na haar doorbraak, trad Ouboter op 16 augustus 2013 op tijdens de uitvaartplechtigheid van prins Friso van Oranje-Nassau van Amsberg in de Stulpkerk in Lage Vuursche. Op verzoek van de koninklijke familie zong ze haar hit Dat ik je mis. Hoewel er geen beelden van het optreden van Ouboter verschenen, kwam haar nummer opnieuw in de belangstelling en steeg het de week erop terug naar de eerste plaats in de Single Top 100.

### En hoe het dan ook weer dag wordt
Op 19 juni 2015, ruim twee jaar na haar doorbraak in De beste singer-songwriter van Nederland, kwam Ouboters debuutalbum En hoe het dan ook weer dag wordt uit. Voor het album werkte ze onder meer samen met de Nederlandse zanger Joost Zweegers, oftewel Novastar. Ter promotie van het album bracht de singer-songwriter binnen drie maanden een vijftal videoclips uit: ‘Lijmen’ (uitgekomen op 3 april), ’23 april’ (uitgekomen op 23 april), ‘Smoor’ (uitgekomen op 7 mei), ‘Wattendag’ (uitgekomen op 28 mei) en ‘Anders’ (uitgekomen op 18 juni).
En hoe het dan ook weer dag wordt kwam in eigen land binnen op de eerste plaats. In België vestigde Ouboter een record. Het album kwam op nummer vijf binnen in de Vlaamse Ultratop als hoogste binnenkomende Nederlandstalige debuutalbum van een Nederlandse artiest ooit in de geschiedenis.

### Harnas van glas
In april 2021 verscheen Doe mij maar het verdriet. Het is de eerste single afkomstig van het nieuwe album Harnas van glas, dat in oktober 2021 verscheen.

### Dag en Nacht
Op 2 april 2025 verscheen het album Dag en Nacht. Het album is een samenwerking met Eric Corton.

### Privé
Ouboter woont samen en is moeder van een zoon.

## Discografie

### Albums
| Album met eventuele hitnotering(en) in de Nederlandse Album Top 100 | Datum van verschijnen | Datum van binnenkomst | Hoogste positie | Aantal weken | Opmerkingen |
| ------------------------------------------------------------------- | --------------------- | --------------------- | --------------- | ------------ | ----------- |
| En hoe het dan ook weer dag wordt                                   | 19-06-2015            | 27-06-2015            | 1(2wk)          | 39           |             |
| Vanaf nu is het van jou                                             | 11-05-2018            | 19-05-2018            | 5               | 4            |             |

| Album met hitnotering(en) in de Vlaamse Ultratop 200 albums | Datum van verschijnen | Datum van binnenkomst | Hoogste positie | Aantal weken | Opmerkingen |
| ----------------------------------------------------------- | --------------------- | --------------------- | --------------- | ------------ | ----------- |
| En hoe het dan ook weer dag wordt                           | 2015                  | 27-06-2015            | 5               | 45           |             |
| Vanaf nu is het van jou                                     | 11-05-2018            | 19-05-2018            | 21              | 15           |             |

### Singles
| Single met eventuele hitnotering(en) in de Nederlandse Top 40 | Datum van verschijnen | Datum van binnenkomst | Hoogste positie | Aantal weken | Opmerkingen                                     |
| ------------------------------------------------------------- | --------------------- | --------------------- | --------------- | ------------ | ----------------------------------------------- |
| Dat ik je mis                                                 | 28-05-2013            | 08-06-2013            | 2               | 17           | Nr. 1 in de Single Top 100 / Platina            |
| Maarten                                                       | 01-07-2013            | -                     |                 |              | Nr. 87 in de Single Top 100                     |
| Jij de koning                                                 | 08-07-2013            | -                     |                 |              | Nr. 40 in de Single Top 100                     |
| A fool's pride                                                | 22-07-2013            | -                     |                 |              | met Michael Prins / Nr. 15 in de Single Top 100 |

| Single met hitnotering(en) in de Vlaamse Ultratop 50 | Datum van verschijnen | Datum van binnenkomst | Hoogste positie | Aantal weken | Opmerkingen                       |
| ---------------------------------------------------- | --------------------- | --------------------- | --------------- | ------------ | --------------------------------- |
| Dat ik je mis                                        | 28-05-2013            | 08-06-2013            | 1(1wk)          | 20           | Nr. 3 in de Radio 2 Top 30 / Goud |
| Lijmen                                               | 03-04-2015            | 11-04-2015            | tip24           | -            |                                   |
| Anders                                               | 19-06-2015            | 11-07-2015            | tip68           | -            |                                   |
| Zandbak                                              | 16-10-2015            | 17-10-2015            | tip32           | -            |                                   |
| Vanaf nu                                             | 02-03-2018            | 10-03-2018            | tip7            | -            |                                   |
| Voor jou                                             | 01-06-2018            | 07-07-2018            | tip13           | -            |                                   |

### NPO Radio 2 Top 2000
| Nummer met noteringen in de NPO Radio 2 Top 2000 | '13 | '14 | '15 | '16 | '17 | '18 | '19 | '20 | '21 | '22 | '23 | '24 |
| ------------------------------------------------ | --- | --- | --- | --- | --- | --- | --- | --- | --- | --- | --- | --- |
| Dat ik je mis                                    | 819 | 140 | 106 | 167 | 195 | 308 | 337 | 488 | 539 | 741 | 772 | 997 |

1. ↑  Een vetgedrukt getal geeft de hoogste notering aan.
2. ↑  2013 was het eerste jaar met een notering voor dit nummer.

- Gemeinsame Normdatei: 1204693676
- International Standard Name Identifier: 0000 0004 6285 241X
- Library of Congress Control Number: n2022056885
- MusicBrainz: 05bf5877-7911-41ae-8ae7-f2223a60f011
- Virtual International Authority File: 3549158188263320260004